# Mare de Déu dels Esclopets
Mare de Déu dels Esclopets és una ermita del municipi de Vilanova de l'Aguda (Noguera) inclosa a l'Inventari del Patrimoni Arquitectònic de Catalunya.

## Descripció
És una ermita de planta rectangular, d'una nau. A la part exterior del mur presenta dos contraforts. A la façana hi ha un porxo que uneix l'ermita amb una casa de pagès annexa, i un petit òcul circular. La porta de l'ermita, de petites dimensions, presenta al capdamunt la data 1781. La part superior de la façana es troba rematada per una cornisa decorativa, a la part superior de la qual hi ha una petita espadanya sense campana.

## Història
L'ermita de la Mare de Déu dels Esclopets es troba a prop del poble de Ribelles, fou construïda l'any 1781 amb l'ajuda dels veïns del poble i també d'alguns veïns dels pobles de Vilalta, Alzina i Cabanabona. Fou refeta en bona part al segle xix.
A l'ermita s'hi va tres vegades l'any, 25 de març el 23 d'abril (per demanar per la collita), i 27 de setembre (en acció de gràcies).